# Elitloppet 1999
Elitloppet 1999 var den 48:e upplagan av Elitloppet, som gick av stapeln söndagen den 30 maj 1999 på Solvalla i Stockholm. Finalen vanns av den svenskfödda franskägda hästen Remington Crown, körd av Joseph Verbeeck och tränad av Jan Kruithof.
Moni Maker, som hade vunnit året innan var på plats för att försvara segern, och var dessutom storfavorit. Vinnaren Remington Crown blev första häst att ta hem trippeln att vinna Svenskt Trav-Kriterium, Svenskt Travderby och Elitloppet.

## Upplägg och genomförande
Elitloppet är ett inbjudningslopp och varje år bjuds 16 hästar som utmärkt sig in till Elitloppet. Hästarna lottas in i två kvalheat, och de fyra bästa i varje försök går vidare till finalen som sker 2–3 timmar senare samma dag. Desto bättre placering i kvalheatet, desto tidigare får hästens tränare välja startspår inför finalen. Samtliga tre lopp travas sedan 1965 över sprinterdistansen 1 609 meter (engelska milen) med autostart (bilstart). I Elitloppet 1999 var förstapris i finalen 1,5 miljon kronor, och 250 000 kronor i respektive kvalheat.

## Kvalheat 1
| P | S | Häst               | Kusk              | Tränare           | Land        | Odds  | Tid    |
| - | - | ------------------ | ----------------- | ----------------- | ----------- | ----- | ------ |
| 1 | 7 | Remington Crown    | Joseph Verbeeck   | Jan Kruithof      | Frankrike   | 2,29  | 1.11,8 |
| 2 | 2 | Goodtimes          | David Wall        | John Bax          | Kanada      | 25,30 | 1.11,9 |
| 3 | 8 | Indian Silver      | Stig H. Johansson | Stig H. Johansson | Sverige     | 6,20  | 1.12,0 |
| 4 | 5 | Fridhems Ambra     | Stefan Söderkvist | Ove Ousbäck       | Sverige     | 32,00 | 1.12,1 |
| 0 | 3 | Nuke It Linsay     | Heinz Wewering    | Heinz Wewering    | Tyskland    | 16,30 | 1.12,2 |
| 0 | 1 | Bowlin For Dollars | Åke Svanstedt     | Åke Svanstedt     | Sverige     | 3,10  | 1.12,4 |
| 0 | 4 | Special Force      | Torbjörn Jansson  | David McGowan     | Nya Zeeland | 11,20 | 1.12,6 |
| 0 | 6 | Giant Touchdown    | Olle Goop         | Olle Goop         | Sverige     | 8,20  | 1.13,4 |

## Kvalheat 2
| P | S | Häst           | Kusk                | Tränare             | Land      | Odds  | Tid    |
| - | - | -------------- | ------------------- | ------------------- | --------- | ----- | ------ |
| 1 | 7 | Giesolo de Lou | Jean-Étienne Dubois | Jean-Étienne Dubois | Frankrike | 7,92  | 1.12,2 |
| 2 | 4 | Baron Pepper   | Torbjörn Jansson    | Stig H. Johansson   | Sverige   | 19,40 | 1.12,2 |
| 3 | 2 | Moni Maker     | Wally Hennessey     | Jimmy Takter        | USA       | 1,20  | 1.12,2 |
| 4 | 6 | Zoogin         | Åke Svanstedt       | Åke Svanstedt       | Sverige   | 13,80 | 1.12,2 |
| 0 | 5 | Rite On Line   | Vidar Hop           | Atle Hamre          | Norge     | 10,30 | 1.12,4 |
| 0 | 1 | Gill's Victory | Steen Juul          | Steen Juul          | Danmark   | 46,60 | 1.12,5 |
| 0 | 8 | Asgaya         | Veijo Heiskanen     | Veijo Heiskanen     | Sverige   | 21,60 | 1.13,0 |
| d | 3 | Lucky Po       | Stefan Melander     | Stefan Melander     | Sverige   | 58,80 | m6ag   |

## Finalheat
| P | S | Häst            | Kusk                | Tränare             | Land      | Odds   | Tid      |
| - | - | --------------- | ------------------- | ------------------- | --------- | ------ | -------- |
| 1 | 3 | Remington Crown | Joseph Verbeeck     | Jan Kruithof        | Frankrike | 4,18   | 1.12,6   |
| 2 | 5 | Moni Maker      | Wally Hennessey     | Jimmy Takter        | USA       | 1,90   | 1.12,8   |
| 3 | 4 | Goodtimes       | David Wall          | John Bax            | Kanada    | 30,00  | 1.12,8   |
| 4 | 8 | Fridhems Ambra  | Stefan Söderkvist   | Ove Ousbäck         | Sverige   | 142,70 | 1.13,1   |
| 5 | 1 | Baron Pepper    | Stig H. Johansson   | Stig H. Johansson   | Sverige   | 10,40  | 1.13,1   |
| 0 | 7 | Zoogin          | Åke Svanstedt       | Åke Svanstedt       | Sverige   | 19,70  | 1.13,1   |
| 0 | 6 | Indian Silver   | Jorma Kontio        | Stig H. Johansson   | Sverige   | 18,30  | 1.13,5ag |
| 0 | 2 | Giesolo de Lou  | Jean-Étienne Dubois | Jean-Étienne Dubois | Frankrike | 3,90   | 1.14,0ag |